# Dale Dickey
Dale Dickey es una actriz de cine y televisión estadounidense. Es mayormente conocida  por su papel de Patty en la serie cómica de la NBC My Name is Earl y en el papel de Martha Bozeman, en la serie True Blood.

## Vida y Carrera
Diana Dale Dickey nació en Knoxville, Tennessee, y se graduó en Bearden High School en Knoxville. Ella desempeñó varios papeles en producciones de la escuela secundaria, especialmente el de Emily en Our Town. Más tarde asistió a la Universidad de Tennessee.
Dickey ha trabajado como actriz tanto en películas convencionales como independientes desde los 90. Ella es conocida por sus papeles recurrentes en series como  My Name Is Earl, la serie cómica de la NBC, haciendo de Patty, la prostituta de día y como Opal McHone en el drama de la CBS,  Christy. Dickey ha tenido varios papeles en películas como The pledge, Our Very Own, Domino, Super 8, Being Flynn, The Yellow Wallpaper y The Guilt Trip. Tuvo varios personajes en obras de Broadway, como The Merchant of Venice (1989) y A Streetcar Named Desire (2009). Dickey ha aparecido en papeles como invitada en numerosas series de televisión, incluyendo The X-Files, Frasier, CSI: Crime Scene Investigation, Gilmore Girls, The Closer, Grey's Anatomy, Raising Hope y Breaking Bad.       
Dickey recibió elogios de la crítica por el rendimiento en la película de drama independiente Winter's Bone por su papel antagonista a Jennifer Lawrence. Ella ganó el Independent Spirit Award for Best Supporting Female por su actuación como Merab en Winter's Bone en febrero del 2011. Desde 2012 ella hace el papel de Martha Bozeman en la serie de HBO, True Blood. Dickey también apareció en la película del director Shane Black, Iron Man 3 de 2013. También fue elegida para la miniserie del 2013 Bonnie and Clyde: Dead and Alive.

## Filmografía

### Películas
| Año  | Título                                             | Personaje         | Notas |
| ---- | -------------------------------------------------- | ----------------- | --- |
| 1995 | The Incredibly True Adventure of Two Girls in Love | Regina            | |
| 1995 | Running Wild                                       | Judith            | |
| 1995 | The Journey of August King                         | Jenny             | |
| 1997 | Prison of Secrets                                  | Lynn's friend     | |
| 2000 | Sordid Lives                                       | Glyndora          | |
| 2001 | The Pledge                                         | Strom             | |
| 2005 | Our Very Own                                       | Skillet           | |
| 2005 | Domino                                             | Edna Fender       | |
| 2006 | Nichts als Gespenster                              | Annie             | |
| 2008 | Trailer Park of Terror                             | Daryl             | |
| 2008 | Dark Canvas                                        | Wilma             | |
| 2008 | Changeling                                         | Patient           | |
| 2008 | Leaving Barstow                                    | Linda             | |
| 2009 | A Perfect Getaway                                  | Earth Momma       | |
| 2010 | Winter's Bone                                      | Merab             | Independent Spirit Award for Best Supporting Female Gotham Independent Film Award for Best Ensemble Performance Southeastern Film Critics Association Award for Best Ensemble (2nd place) Nominada — Chlotrudis Award for Best Supporting Actress Nominada — San Diego Film Critics Society Award for Best Supporting Actress Nominada — San Diego Film Critics Society Award for Best Ensemble Performance |
| 2011 | Child of the Desert                                | Elia              | |
| 2011 | Super 8                                            | Edie              | |
| 2011 | Pirates of the Caribbean: On Stranger Tides        | Oona              | |
| 2012 | Evidence                                           | Katrina Fleishman | |
| 2012 | Blues for Willadean                                | Rayleen Hobbs     | |
| 2012 | Tales of Everyday Magic                            | Maggie            | |
| 2012 | The Happiest Person in America                     | Meg               | |
| 2012 | Being Flynn                                        | Marie             | |
| 2012 | The Yellow Wallpaper                               | Jennie Gilman     | |
| 2012 | The Man Who Shook the Hand of Vicente Fernandez    | Denise            | |
| 2012 | The Guilt Trip                                     | Tammy             | |
| 2012 | Lost on Purpose                                    | Retta Lee         | |
| 2012 | 9 Full Moons                                       | Billie            | |
| 2013 | C.O.G.                                             | Debbie            | |
| 2013 | The Trials of Cate McCall                          | Mrs. Stubbs       | |
| 2013 | Stars                                              | Rita              | |
| 2013 | The Possession of Michael King                     | Beverly           | |
| 2013 | Teddy Bears                                        | Lori              | |
| 2013 | Iron Man 3                                         | Mrs. Davis        | |
| 2013 | White Bird in a Blizzard                           |                   | |
| 2013 | Southern Baptist Sissies                           | Odette            | |
| 2014 | I Fought the Law                                   | Lorraine Fuller   | Preproducción |
| 2015 | Regresión                                          | Rose Gray         | |
| 2016 | Blood Father                                       | Cherise           | |
| 2016 | Message from the King                              | Sr. Lazlo         | |
| 2022 | A love song                                        | Faye              | |
| 2022 | No Exit (En la Tormenta)                           | Sandi             | |
| 2022 | Savage Salvation                                   | Greta             | |
| 2024 | Horizon: An American Saga - Capítulo 1             | Mrs. Sykes        | |

### Televisión
| Año       | Título                                                  | Personaje                     | Notas                               |
| --------- | ------------------------------------------------------- | ----------------------------- | ----------------------------------- |
| 1995      | Cagney & Lacey: Together Again                          | Gloria                        | Película para televisión            |
| 1994-1995 | Christy                                                 | Opal McHone                   | 4 episodios                         |
| 2000      | City of Angels                                          | Rose Odalee Greenup           | Episodio: "The High Cost of Living" |
| 2000      | Christy: The Movie                                      | Opal McHone                   | TV movie                            |
| 2001      | Christy, Choices of the Heart, Part II: A New Beginning | Opal McHone                   | TV miniseries                       |
| 2001      | The X-Files                                             | Game Warden                   | Episodio: "Existence"               |
| 2003      | Frasier                                                 | Mrs. Grant                    | Episodio: "Some Assembly Required"  |
| 2004      | CSI: Crime Scene Investigation                          | Cassie                        | Episodio: "Bad to the Bone"         |
| 2004      | ER                                                      | Mrs. Price                    | Episodio: "Twas the Night"          |
| 2005      | Numb3rs                                                 | Karen                         | Episodio: "Counterfeit Reality"     |
| 2006      | Gilmore Girls                                           | Ruthie                        | 2 episodios                         |
| 2006      | Cold Case                                               | Reba Dautry                   | Episodio: "Joseph"                  |
| 2006      | The Closer                                              | Anna Larson                   | Episodio: "Out of Focus"            |
| 2007      | Shark                                                   | Nancy Padget                  | Episodio: "Porn Free"               |
| 2007      | Ugly Betty                                              | Sugar Free Shirley            | Episodio: "East Side Story"         |
| 2008      | Sordid Lives: The Series                                | Glyndora Roberts              | 6 episodios                         |
| 2005-2009 | My Name Is Earl                                         | Patty, la prostututa de día   | 19 episodios                        |
| 2009      | Princess Protection Program                             | Helen                         | Película para televisión            |
| 2009      | Breaking Bad                                            | Novia de Spooge               | 2 episodios                         |
| 2010      | All Signs of Death                                      | Thea                          | Episodio piloto                     |
| 2010      | Bones                                                   | Marsha Vinton                 | Episodio: "The X in the File"       |
| 2010      | Criminal Minds                                          | Carol                         | Episodio: "Exit Wounds"             |
| 2010      | Weeds                                                   | Sugarpop                      | Episodio: "Gentle Puppies"          |
| 2011      | 2 Broke Girls                                           | Elena                         | Episodio: "And the Pop-Up Sale"     |
| 2013      | Grey's Anatomy                                          | Gasoline                      | Episodio: "Things We Said Today"    |
| 2012-2013 | Raising Hope                                            | Patty                         | 2 episodios                         |
| 2013      | Southland                                               | Maureen                       | Episodio: "Heroes"                  |
| 2012-2013 | True Blood                                              | Martha Bozeman                | 10 episodios                        |
| 2013      | Bonnie and Clyde: Dead and Alive                        | Cummie Barrow                 | Miniseries                          |
| 2019      | Unbelievable                                            | RoseMarie, detective veterana | Mini- series                        |